# Parque provincial St. Raphael
El parque provincial St. Raphael es un parque provincial en el norte de Ontario, Canadá, aproximadamente a mitad de camino entre Sioux Lookout y Pickle Lake, a caballo entre los distritos de Kenora y Thunder Bay. Se estableció el 22 de mayo de 2003 y ofrece oportunidades para acampar y practicar canotaje en el campo.
Es un parque no operativo, lo que significa que no hay instalaciones ni servicios. Las actividades permitidas incluyen paseos en bote, piragüismo, caminatas, pesca, caza, natación y campamentos en el campo, así como trineos tirados por perros, motos de nieve y raquetas de nieve en el invierno. Hay un complejo comercial en el lago De Lesseps y un albergue en el lago Hooker.

## Descripción
El Parque Provincial St. Raphael es un parque fluvial circular que protege una serie de lagos interconectados y las tierras que los rodean, que van desde 25 metros (27,3 yd) a más de 2000 metros (2187,2 yd) de ancho. Algunos de los lagos más grandes que están completamente dentro del parque son Churchill, De Lesseps, Hooker, Lawson, Minchin, Miniss, St. Raphael y Vincent Lakes.
Su paisaje es el típico Escudo Canadiense con bosque boreal en su mayoría disperso, capas delgadas de suelo y lecho rocoso de granito expuesto. Eskers, drumlins y morrenas terrestres se encuentran en todo el parque. Las orillas de los lagos se caracterizan por bares, asadores, tómbolos y amplias playas de arena. Otras características del paisaje incluyen pantanos elevados, pantanos de turba, pantanos en escalera y llanuras de labranza poco profundas.
El acceso al parque se realiza a través de un lanzamiento de botes en el lago Minchin y a través del río Payne hasta el lago Medcalf, ambos accesibles desde la autopista 599, que forma parcialmente el límite este del parque. Las rutas de canoas hacia el parque son a través de Miniss Bay of Lake St. Joseph, Miniss River desde Armit Lake y Spirit Creek, que está al sur de Spirit Lake. Desde estos porteos se accede al interior del parque. También se puede llegar al parque en hidroavión.
El parque rodea 2 grandes enclaves que forman parte del Área de Manejo Mejorado de Miniss (donde se permite la tala y la minería). Esta área de gestión y el parque provincial juntos constituyen el sitio de la firma St. Raphael, que es reconocido por sus valores naturales y recreativos. El Sitio de la Firma, que abarca más de 1530 kilómetros cuadrados (590,7 mi²) de áreas silvestres remotas, limita el desarrollo para mantener su carácter remoto y mejorar los hábitats del caribú de los bosques.

## Flora y fauna
Los árboles comunes en el parque incluyen abeto negro, abeto blanco, abedul blanco, pino jack, abeto balsámico y álamo temblón. Ocasionalmente se encuentran pino blanco y pino rojo (incluidos algunos rodales antiguos) ya que el parque se encuentra en el límite norte de su área de distribución.
Los animales que se encuentran en el parque incluyen el caribú del bosque, el alce, el oso negro, el lobo, el glotón, la marta, el lince, el águila calva, el águila pescadora, la grulla canadiense y varias aves acuáticas. Entre las especies de peces presentes en los lagos y ríos se encuentran el lucio amarillo (lucioperca), el lucio del norte, la perca amarilla, la trucha de lago y el pescado blanco.